# レオポルト・ノヴァーク
レオポルト・ノヴァーク（Leopold Nowak, 1904年8月17日 - 1991年5月27日）は、オーストリア・ウィーン生まれの音楽学者。アントン・ブルックナーの作品の研究家・校訂者としてローベルト・ハースと共に知られる。日本では「ノヴァーク」と表記されることが多いが、これはチェコ語の発音を模したものであり、標準ドイツ語ではノーヴァクに近い。

## 人物・経歴
ウィーン国立音楽大学でピアノとオルガンを学び、ウィーン大学のグイド・アドラーとローベルト・ラッハと共に音楽学を研究した。後に彼は1932年から1973年までそこで教鞭をとることになる。1946年にはオーストリア国立図書館（Austrian National Library） の音楽関係資料の収集の責任者としてローベルト・ハースの後任となり、ブルックナーに関する資料を保存する業績を残した。
ブルックナーは持ち前の優柔不断な性格から、自らの作品に何度も手を入れたほか、出版に際して弟子達がさらに手を加えたため多くの版が存在するが（ブルックナーの版問題を参照）、ノヴァークは何回も改訂された多くの作品のいくつかの原典版を国際ブルックナー協会のために校訂し、それらは現在ではブルックナー新全集：ノヴァーク版として知られている。
ノヴァークの手法はハースに比べ科学的であった。例えばハースは、ブルックナーの交響曲第8番の稿を編集する際に1887年と1890年の稿の断片を統合したが、ノヴァークはそれぞれ2つの稿のために2つの別々の版を出版した。同様に交響曲第1番、第2番、第3番、第4番なども一部は他の音楽学者の校訂も入っているが別々に出版され、それ以降は改訂によってその都度版を分けるという考え方が一般に定着した。
ノヴァークはベートーベンとブルックナーの交響曲の韻律とリズミカルな部分に関する理論的な研究をエッセイとして残している。また、モーツァルトの未完のレクイエムの新版にも取り組み、当初レクイエムを完成させたジュースマイヤーやアイブラーなどとモーツァルト自身の筆跡を区別するための詳細な精査などの業績に対して、1985年にゴールデン・モーツァルト・メダル（Goldene Mozart Medaille）が授与された。その他、中世音楽からハインリヒ・イザーク、ハイドン、オーストリアの教会音楽や民謡、およびその他多くのオーストリア人の作曲家の音楽の研究にも努めた。
ブルックナーの音楽に対するノヴァークの遣り残した新全集版の仕事は、キャラガン、コールス、ホークショー、フィリップス（John A. Phillips）、コーストヴェットなどの学者によって受け継がれている。

## 日本語訳
- 『ブルックナー研究』樋口隆一訳、音楽之友社、2018年